# Micrathena
Micrathena is een geslacht van spinnen uit de familie van de wielwebspinnen (Araneidae).

## Soorten
- Micrathena acuta (Charles Athanase Walckenaer, 1842)
- Micrathena agriliformis (Władysław Taczanowski, 1879)
- Micrathena alvarengai Herbert Walter Levi, 1985
- Micrathena anchicaya Herbert Walter Levi, 1985
- Micrathena annulata Eduard Reimoser, 1917
- Micrathena armigera (Carl Ludwig Koch, 1837)
- Micrathena atuncela Herbert Walter Levi, 1985
- Micrathena balzapamba Herbert Walter Levi, 1985
- Micrathena bananal Herbert Walter Levi, 1985
- Micrathena banksi Herbert Walter Levi, 1985
- Micrathena bicolor (Eugen von Keyserling, 1864)
- Micrathena bifida (Władysław Taczanowski, 1879)
- Micrathena bimucronata (Octavius Pickard-Cambridge, 1899)
- Micrathena bogota Herbert Walter Levi, 1985
- Micrathena brevipes (Octavius Pickard-Cambridge, 1890)
- Micrathena brevispina (Eugen von Keyserling, 1864)
- Micrathena cicuta Gonzaga & Santos, 2004
- Micrathena clypeata (Charles Athanase Walckenaer, 1805)
- Micrathena coca Herbert Walter Levi, 1985
- Micrathena coroico Herbert Walter Levi, 1985
- Micrathena crassa (Eugen von Keyserling, 1864)
- Micrathena crassispina (Carl Ludwig Koch, 1836)
- Micrathena cubana (Nathan Banks, 1909)
- Micrathena cyanospina (Hippolyte Lucas, 1835)
- Micrathena decorata Arthur Merton Chickering, 1960
- Micrathena digitata (Carl Ludwig Koch, 1839)
- Micrathena donaldi Arthur Merton Chickering, 1961
- Micrathena duodecimspinosa (Octavius Pickard-Cambridge, 1890)
- Micrathena elongata (Eugen von Keyserling, 1864)
- Micrathena embira Herbert Walter Levi, 1985
- Micrathena evansi Arthur Merton Chickering, 1960
- Micrathena excavata (Carl Ludwig Koch, 1836)
- Micrathena exlinae Herbert Walter Levi, 1985
- Micrathena fidelis (Nathan Banks, 1909)
- Micrathena fissispina (Carl Ludwig Koch, 1836)
- Micrathena flaveola (Josef Anton Maximilian Perty, 1839)
- Micrathena forcipata (Tord Tamerlan Teodor Thorell, 1859)
  - Micrathena forcipata argentata Pelegrin Franganillo-Balboa, 1930
- Micrathena funebris (Marx, 1898)
- Micrathena furcata (Carl Wilhelm Hahn, 1822)
- Micrathena furcula (Octavius Pickard-Cambridge, 1890)
- Micrathena furva (Eugen von Keyserling, 1892)
- Micrathena gaujoni Eugène Simon, 1897
- Micrathena glyptogonoides Herbert Walter Levi, 1985
- Micrathena gracilis (Charles Athanase Walckenaer, 1805)
- Micrathena guanabara Herbert Walter Levi, 1985
- Micrathena guayas Herbert Walter Levi, 1985
- Micrathena guerini (Eugen von Keyserling, 1864)
- Micrathena gurupi Herbert Walter Levi, 1985
- Micrathena hamifera Eugène Simon, 1897
- Micrathena horrida (Władysław Taczanowski, 1873)
  - Micrathena horrida tuberculata Pelegrin Franganillo-Balboa, 1930
- Micrathena huanuco Herbert Walter Levi, 1985
- Micrathena jundiai Herbert Walter Levi, 1985
- Micrathena kirbyi (Josef Anton Maximilian Perty, 1833)
- Micrathena kochalkai Herbert Walter Levi, 1985
- Micrathena lata Arthur Merton Chickering, 1960
- Micrathena lenca Herbert Walter Levi, 1985
- Micrathena lepidoptera Cândido Firmino de Mello-Leitão, 1941
- Micrathena lindenbergi Cândido Firmino de Mello-Leitão, 1940
- Micrathena lucasi (Eugen von Keyserling, 1864)
- Micrathena macfarlanei Arthur Merton Chickering, 1961
- Micrathena margerita Herbert Walter Levi, 1985
- Micrathena marta Herbert Walter Levi, 1985
- Micrathena miles Eugène Simon, 1895
- Micrathena militaris (Johan Christian Fabricius, 1775)
- Micrathena mitrata (Nicholas Marcellus Hentz, 1850)
- Micrathena molesta Arthur Merton Chickering, 1961
- Micrathena nigrichelis Embrik Strand, 1908
- Micrathena ornata Cândido Firmino de Mello-Leitão, 1932
- Micrathena parallela (Octavius Pickard-Cambridge, 1890)
- Micrathena patruelis (Carl Ludwig Koch, 1839)
- Micrathena peregrinatorum (Holmberg, 1883)
- Micrathena petrunkevitchi Herbert Walter Levi, 1985
- Micrathena pichincha Herbert Walter Levi, 1985
- Micrathena pilaton Herbert Walter Levi, 1985
- Micrathena plana (Carl Ludwig Koch, 1836)
- Micrathena pungens (Charles Athanase Walckenaer, 1842)
- Micrathena pupa Eugène Simon, 1897
- Micrathena quadriserrata Frederick Octavius Pickard-Cambridge, 1904
- Micrathena raimondi (Władysław Taczanowski, 1879)
- Micrathena reali Herbert Walter Levi, 1985
- Micrathena reimoseri Cândido Firmino de Mello-Leitão, 1935
- Micrathena rubicundula (Eugen von Keyserling, 1864)
- Micrathena rufopunctata (Arthur Gardiner Butler, 1873)
- Micrathena saccata (Carl Ludwig Koch, 1836)
- Micrathena sagittata (Charles Athanase Walckenaer, 1842)
- Micrathena schenkeli Cândido Firmino de Mello-Leitão, 1939
- Micrathena schreibersi (Josef Anton Maximilian Perty, 1833)
- Micrathena sexspinosa (Carl Wilhelm Hahn, 1822)
- Micrathena shealsi Arthur Merton Chickering, 1960
- Micrathena similis Elizabeth Bangs Bryant, 1945
- Micrathena soaresi Herbert Walter Levi, 1985
- Micrathena spinosa (Linnaeus, 1758)
- Micrathena spinulata Frederick Octavius Pickard-Cambridge, 1904
- Micrathena spitzi Cândido Firmino de Mello-Leitão, 1932
- Micrathena striata Frederick Octavius Pickard-Cambridge, 1904
- Micrathena stuebeli (Ferdinand Karsch, 1886)
- Micrathena swainsoni (Josef Anton Maximilian Perty, 1833)
- Micrathena teresopolis Herbert Walter Levi, 1985
- Micrathena triangularis (Carl Ludwig Koch, 1836)
- Micrathena triangularispinosa (Charles De Geer, 1778)
- Micrathena triserrata Frederick Octavius Pickard-Cambridge, 1904
- Micrathena tziscao Herbert Walter Levi, 1985
- Micrathena ucayali Herbert Walter Levi, 1985
- Micrathena vigorsi (Josef Anton Maximilian Perty, 1833)
- Micrathena zilchi Otto Kraus, 1955